# Ária (quarteto de cordas)
Ária é um trecho específico dentro de uma obra musical maior, como uma ópera ou um concerto. 
Na atualidade, percebe-se que, mesmo sendo pouco referida pela indústria musical, este trecho melódico específico lido como ária pode ser sentido em modulações de tonalidade dentro de uma canção como uma ponte que "é uma secção específica que um compositor utiliza para criar um contraste único com o resto da canção... é uma secção que acrescenta uma secção nova e musicalmente diferente à canção e serve normalmente como uma mudança ou desenvolvimento necessário para o ouvinte... não existem regras quanto ao local onde se deve colocar a ponte em termos da estrutura da canção, mas na música pop, é mais comum colocá-la após o segundo refrão. O ouvinte já teve a oportunidade de ouvir e de se habituar aos versos e refrões, e está pronto para algo novo... uma ponte deve contrastar com as outras secções da canção - este contraste pode vir de uma mudança dinâmica, melódica, tonal ou mesmo de uma mudança de tom", descreve MasteredBlog.
Um quarteto de cordas pode ser composto por um ou mais dos instrumentos de cordas friccionadas, violinos, violas, violoncelos e contrabaixos, embora sua forma mais comum seja a de Primeiro Violino, Segundo Violino, Viola e Violoncelo.
Na atualidade existem grupos musicais cujos nomes artísticos incluem o termo ária, como, por exemplo, o Ária String Quartet no Reino Unido. 
Pode-se inferir que a intencionalidade de se denominar um grupo musical como Ária advém do propósito de se criar uma performance e/ou expressão artística capaz de expressar uma "sonoridade diferenciada das demais", como algo tácito, "que é implícito ou que está subentendido, sendo dispensável explicações ou menções a respeito", como descreve o site Significados.
1. ↑  «Como compor uma ponte numa canção». emastered.com. Consultado em 12 de março de 2025
2. ↑  «String Quartet | Aria String Quartet | Northern Ireland». Aria String Quartet (em inglês). Consultado em 12 de março de 2025
3. ↑  «Significado de Tácito (O que é, Conceito e Definição)». Significados. Consultado em 12 de março de 2025